# Malenisko
Malenisko je poutní místo Římskokatolické farnosti Provodov

## Historie
Malenisko se nachází ve Vizovických vrších. Leží na úbočí hřebene Brda asi 1 km jihovýchodně od Provodova a 7 km západně od Luhačovic. Poutní kostel je zasvěcen Panně Marie Sněžné. Nicméně záhy zde začala být uctívána místní Panna Maria Provodovská. Vedle kostela je zřízen novodobý oltář pro bohoslužby pod širým nebem.
Na úpatí dalšího stoupání je kaplička z roku 1865 a pod ní studánka se „svatou vodou” (vlastní zázračný pramen je údajně pod oltářem kostela). Od kapličky vede strmá Křížová cesta na vrchol hřebene. Křížová cesta končí další kaplí.
Poutní místo pochází z počátku 18. století Legenda vypráví, že mlynářka Anna Vlaštovicová z Dolního provodovského mlýna trpěla těžkou oční chorobou. Ve snu se jí zjevil stařec, ukázal jí místo se studánkou na okraji lesa a řekl: „Zde je voda, která bude na přímluvu Boží uzdravovat nemocné na těle i na duši“. Mlynářka si umyla oči vodou ze studánky a uzdravila se.
Od roku 1712 sem putovali lidé ze širokého okolí a mnozí prý byli rovněž uzdraveni. Dorota Jahodíková z Pašovic věnovala jako poděkování za uzdravení poutnímu místu obraz Matky Boží kojící (Maria lactans) od neznámého malíře, zakoupený údajně již roku 1710 ve Vídni a později opatřen korunkami Panny Marie i Ježíška. Obraz je jedinečný svým námětem, který je v českých zemích vzácný. Představuje verzi obrazu Panny Marie Utěšitelky zarmoucených, okopírovanou podle vzoru z Purkersdorfu u Vídně. Původně byl zavěšen u studánky. Dnes je umístěn v poutním kostele. Reprodukce tohoto obrazu je možno nalézt zavěšené u mnoha studánek v okolních lesích. Letopočtem 1734 je datován zvon  s reliéfy sv. Václava a Josefa na plášti, vidí ve zvonici chrámu. Druhý zvon odlil Jan Alois Obletter roku 1803.
Majitel luhačovického panství, hrabě Wolfgang Serényi, dal postavit u studánky nejprve dřevěnou kapličku. V roce 1734 dal vystavět zděnou jednolodní stavbu s trojbokým závěrem, vysvěcenou 5. srpna 1735 a rozšířenou roku 1752. Dnešní podobu dostal kostel v roce 1850, kdy byla kaple rozšířena o chrámovou loď.

### Křížová cesta
Křížová cesta je v pořadí již třetí zdejší křížovou cestou. V dnešní podobě, s kamennými reliéfy, pochází z let 1917 až 1918. Byla vybudována jako vzpomínka na padlé vojíny a poutníky v 1. světové válce. Každé zastavení nese proto věnování okolních obcí na památku jejich padlým farníkům. Kromě toho je na prvním zastavení arcibiskupský erb a na posledním erb rodu Serenyiů. Křížová cesta je chráněna jako nemovitá Kulturní památka České republiky.

## Duchovní správa a bohoslužby
Poutní kostel na Malenisku je součástí římskokatolické farnosti Provodov, kam náleží obce Březůvky, Provodov a osada Pradlisko. Římskokatolická farnost Provodov je začleněna do Děkanátu Vizovice, který náleží do Arcidiecéze olomoucké.
- Mše svaté jsou slouženy po celý rok v neděli v 10:15. V poutní sezónu (od 1. května do 21. října) také v neděli ve 14:30.

## Provodovské poutě
- Pouť hasičů – první neděle v květnu
- Pouť matek – druhá neděle v květnu
- Pouť - mše svatá za pracovníky ve zdravotnictví - druhá polovina května
- Pouť farnosti – druhá neděle v červenci
- Hlavní pouť – neděle po slavnosti Panny Marie Sněžné (začátek srpna)
- Pouť - mše svatá za všechny, kteří pečují o přírodu a životní prostředí - kolem svátku sv. Františka z Assisi
- Dušičková pouť – se světelným průvodem na hřbitov na ukončení poutní sezóny – předposlední neděle v říjnu

## Z provodovských duchovních správců
| Rok       | Duch. správce        |
| --------- | -------------------- |
| 1752-1759 | Matěj Severin Straka |
| 1759-1789 | Vilém Jan Chromeček  |
| 1789-1801 | Josef Schulz         |
| 1903-1908 | Josef Karlík         |
| 1908      | Augustin Moučka      |
| 1908-1909 | František Špička     |
| 1909      | Adolf Bayer          |
| 1910-1923 | Václav Strmiska      |
| 1923-1940 | Antonín Steiner      |
| 1940-1944 | Josef Kučera         |
| 1944-1983 | František Müller     |
| 1983-1984 | Jan Graubner         |
| 1984-1988 | Jan Kutáč            |
| 1988-1992 | Zdeněk Zlámal        |
| 1992-1997 | Bohumil Vícha        |
| 1997-2017 | Lubomír Vaďura       |
| 2017-2023 | Pavel Martinka       |
| 2023-     | Martin Mališka       |

## Fotogalerie

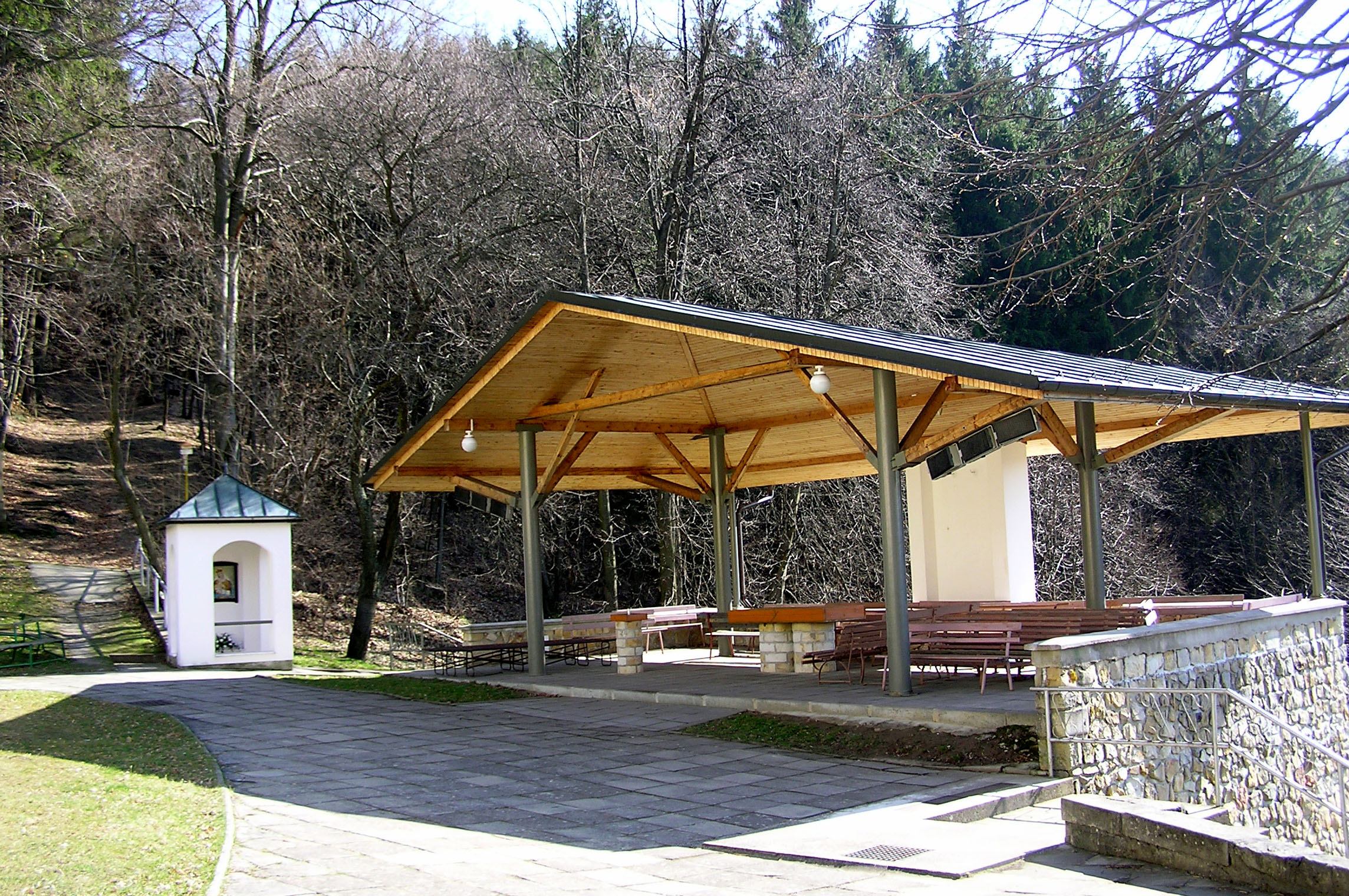
Venkovní oltář
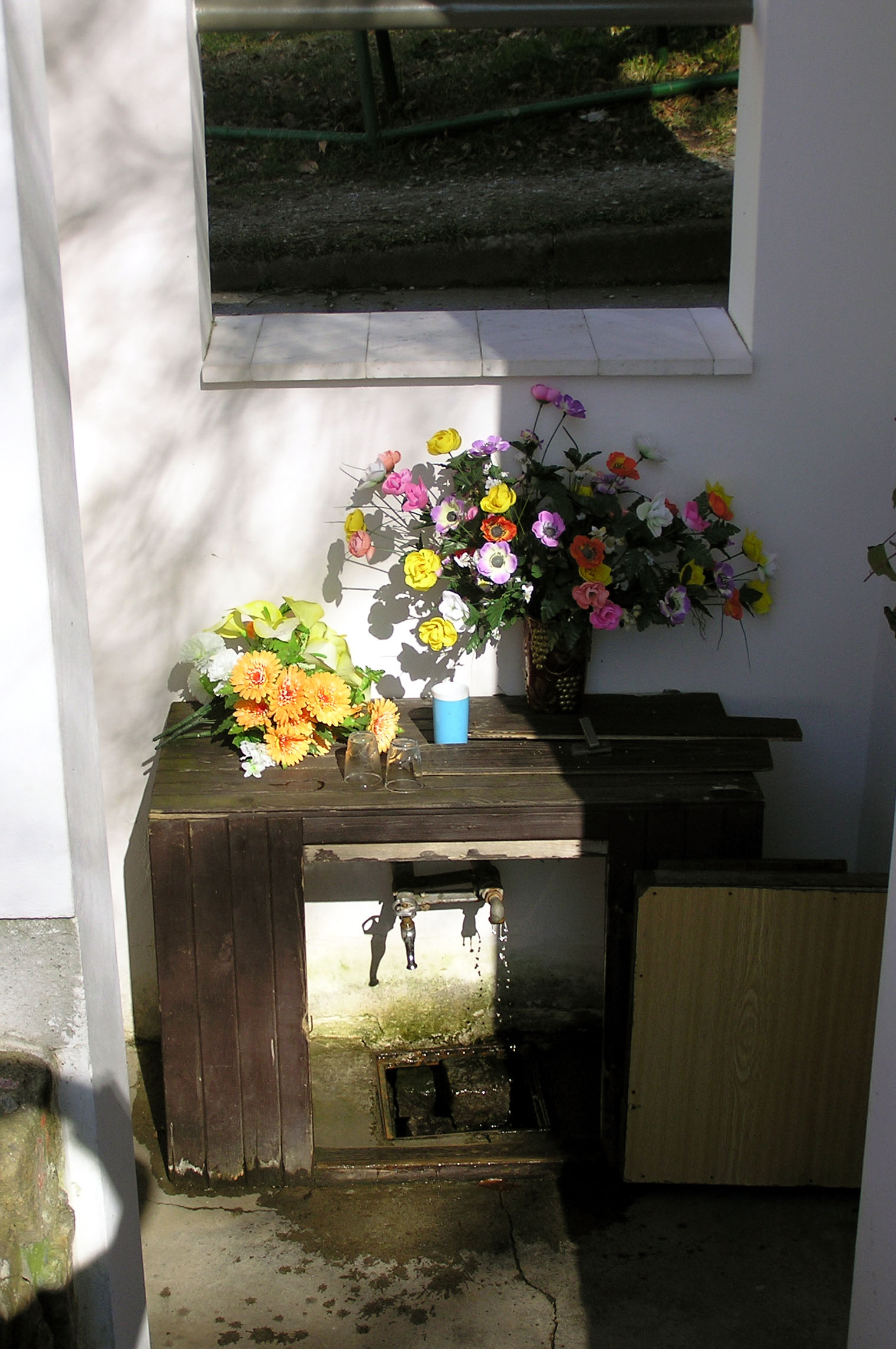
Léčivý pramen
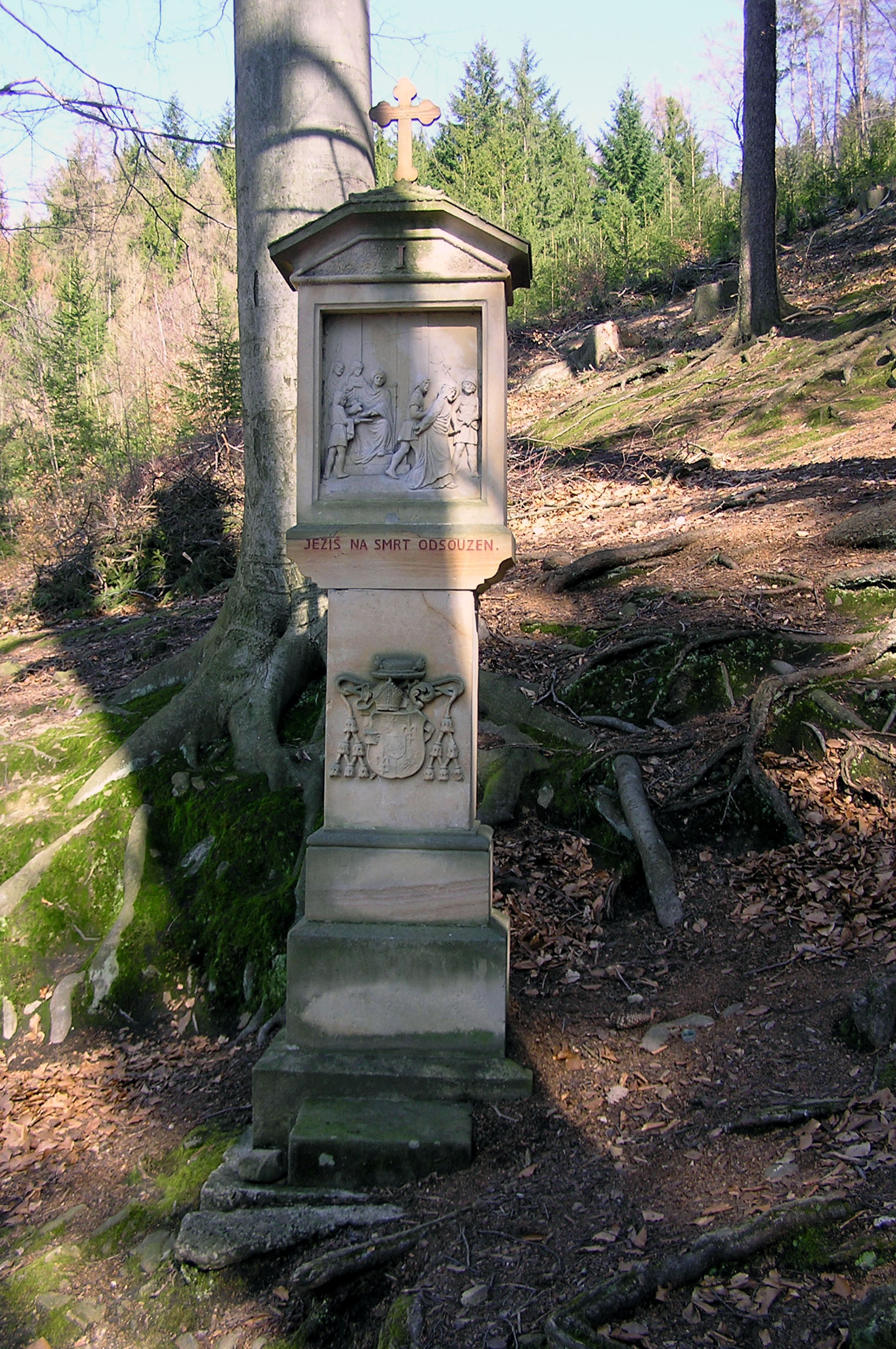
1. zastavení křížové cesty
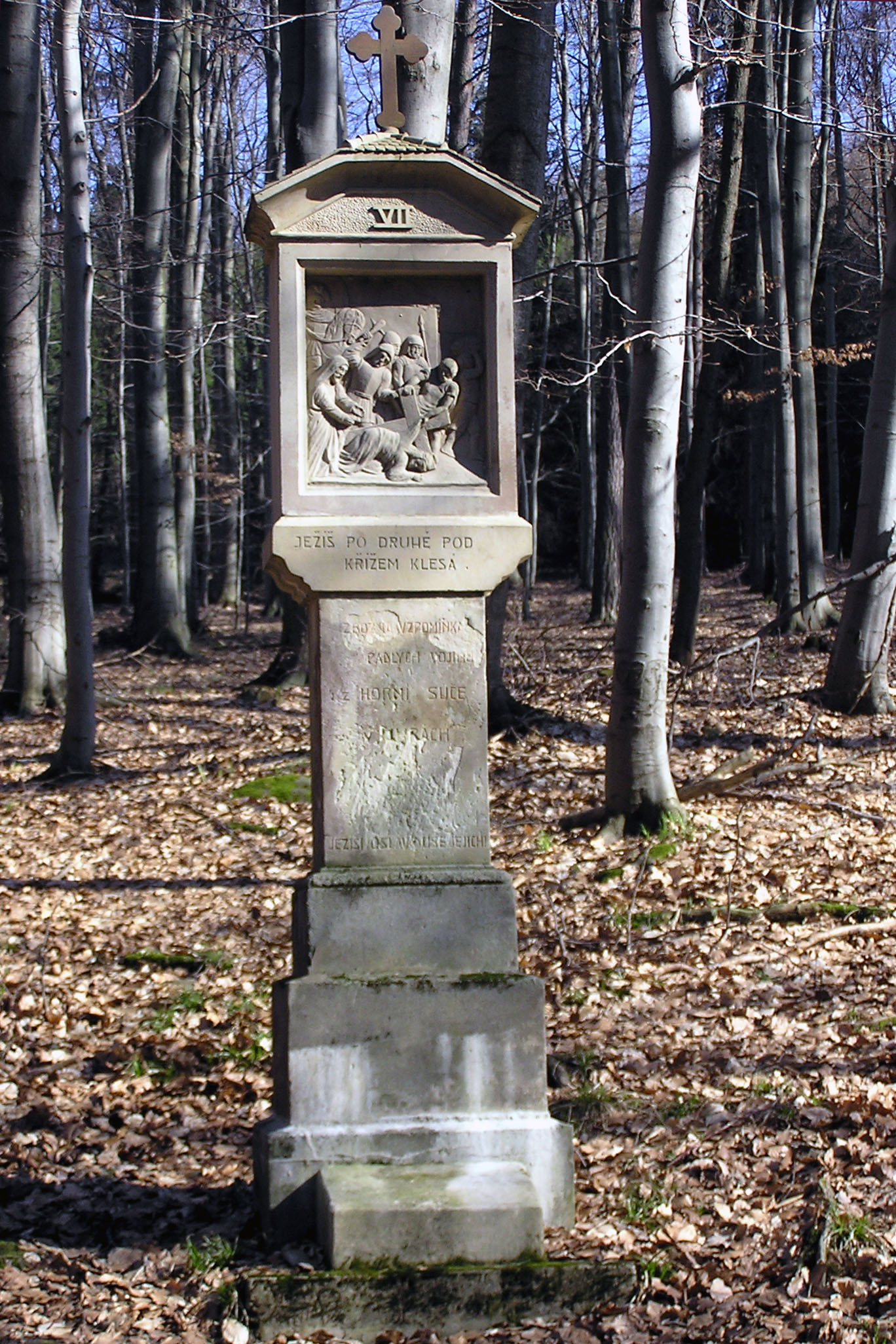
7. zastavení křížové cesty
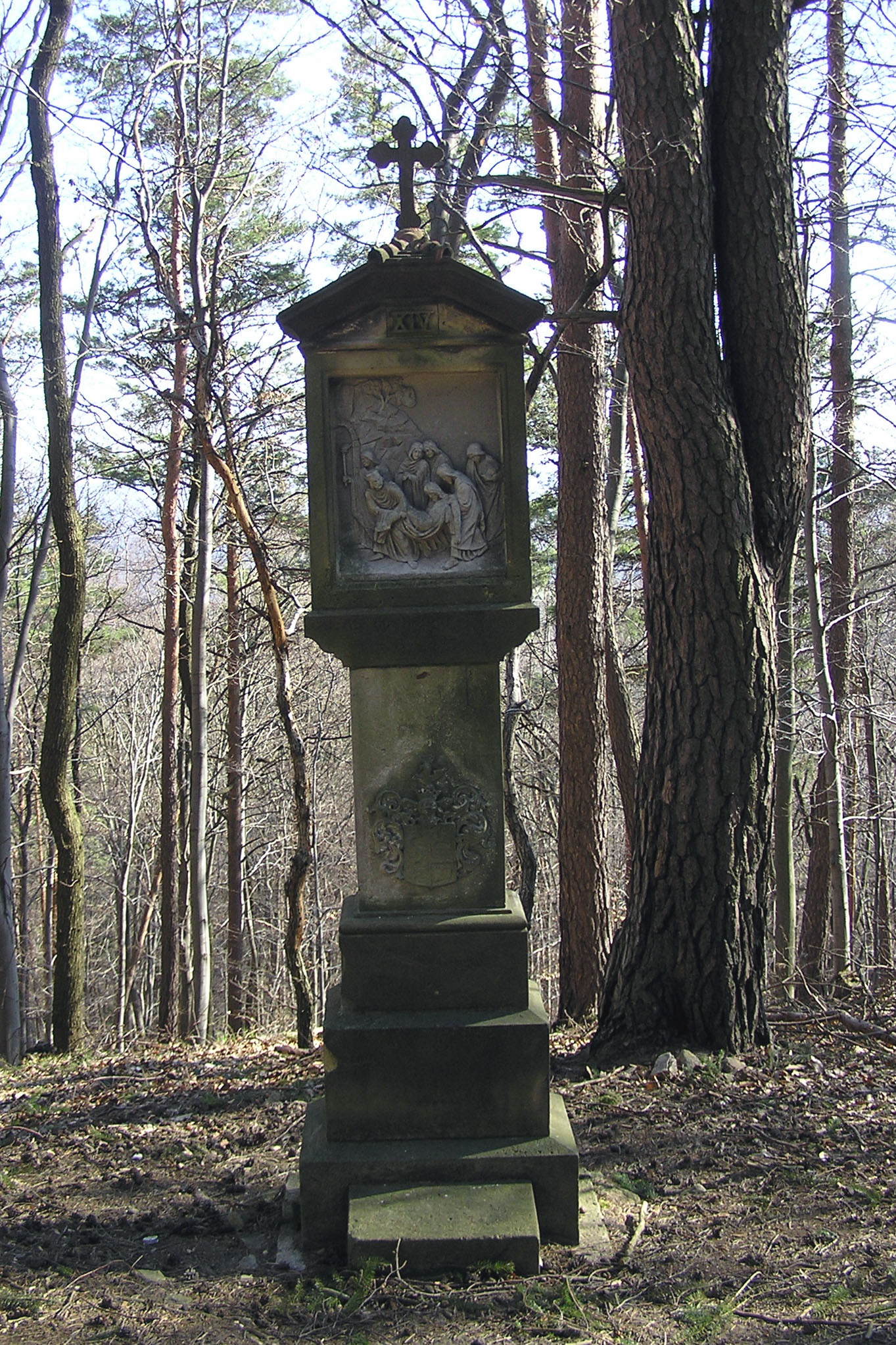
14. zastavení křížové cesty
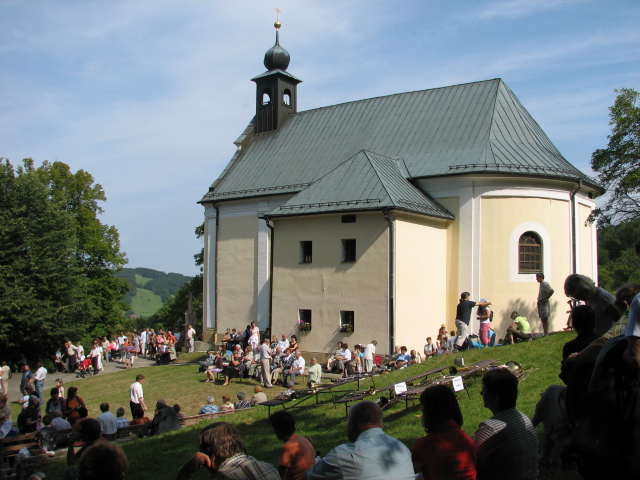
Celkový pohled na kostel
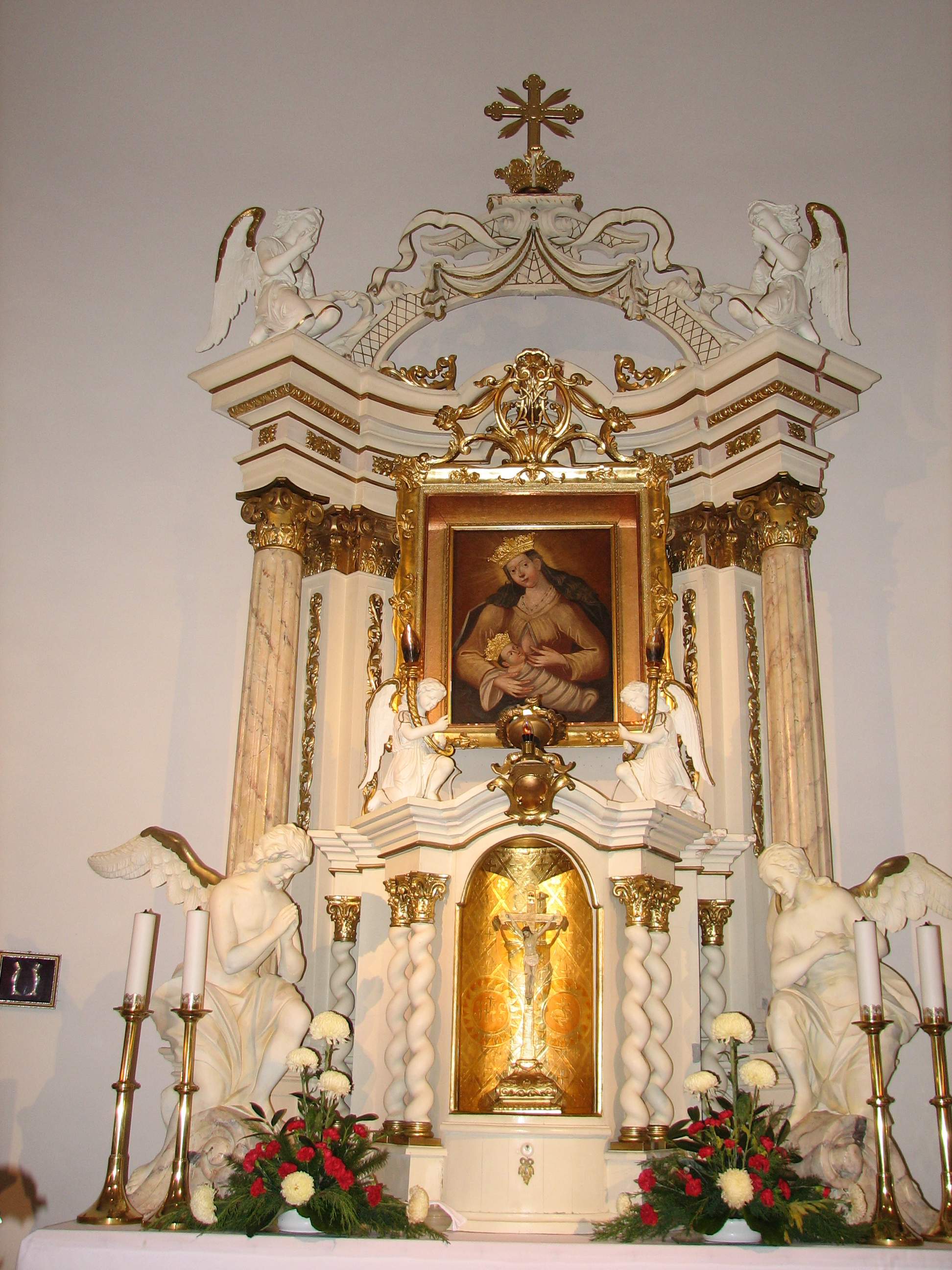
Hlavní oltář
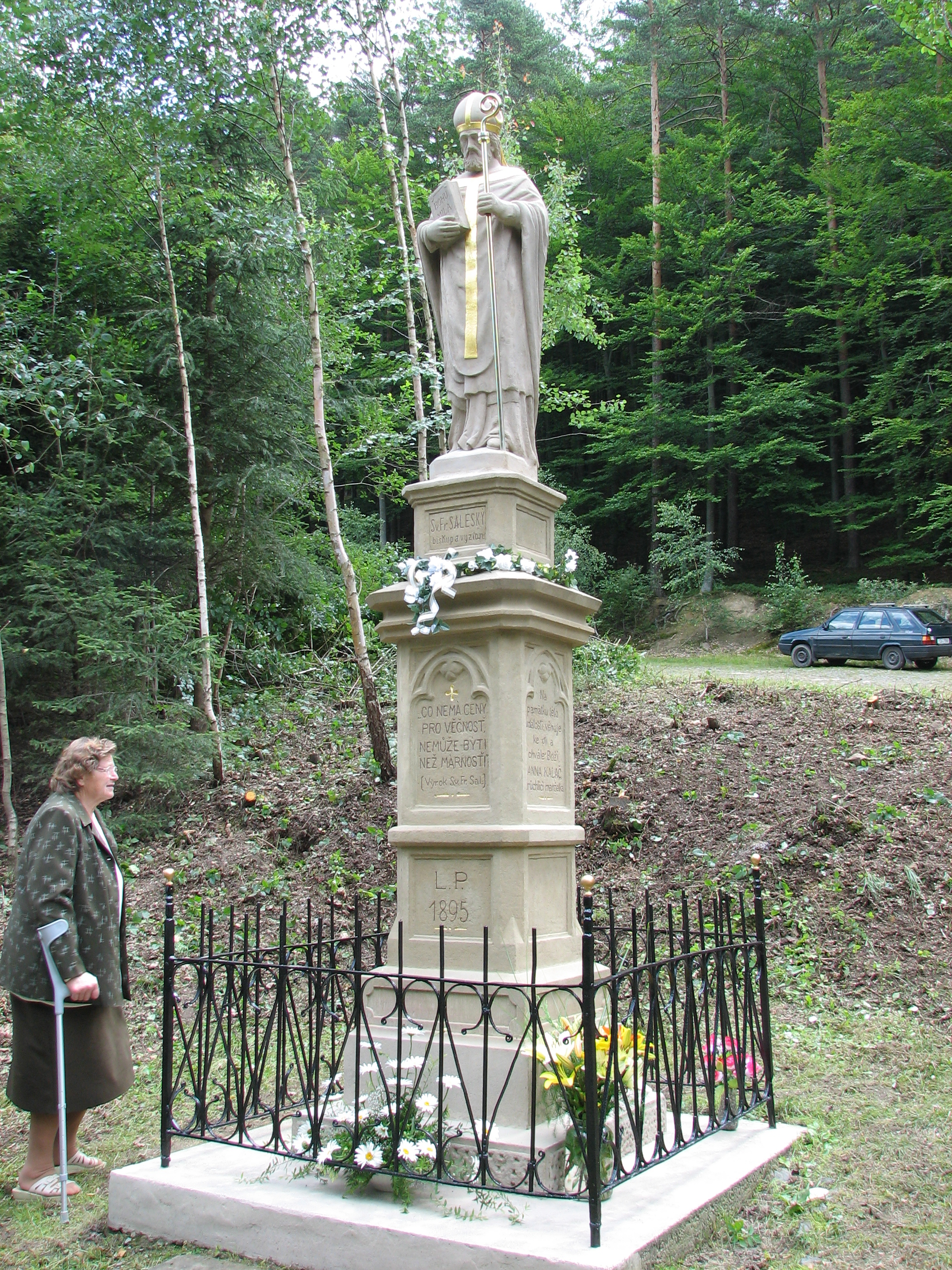
Socha sv. Františka Saleského 1 km jižně od kostela